# Misje
Misje este o localitate din comuna Fjell, provincia Hordaland, Norvegia, cu o suprafață de 0,25 km² și o populație de 300 locuitori (2013).